# 投票用紙

日本の参院選の投票用紙の例

投票用紙（とうひょうようし）とは投票のために調製された用紙のこと。

## 概要
投票する場合は不正防止のため選挙人が投票当日に交付される法定の様式に適合する投票用紙を使用を義務づけ、私製の投票用紙を使用することを禁ずることを投票用紙官給主義（公給主義）という。また、選挙人は原則として自分で投票所に行き投票を記載して投票箱に投函しなければならないことを現場自書主義という。
日本では投票用紙は投票箱に入れる瞬間まで他人に見られたくないという心理が働くことで殆どの人が二つ折りにして投票するが、そのために開票所では投票箱から出した用紙を一枚一枚開く作業に全体の三分の一程度の時間がかかっていた。
この問題を解決するため、ユポ・コーポレーションとムサシの二社が合成樹脂を主な原料とするフィルム法合成紙であるユポを基本とした特殊な投票用紙「テラック投票用紙BPコート110」を共同で開発した。この投票用紙は折り畳んでも自然と開くのが特徴である。
開発当初は鉛筆では書きづらかったことから、鉛筆でも書けるように用紙表面に特殊コーティングを施す対策を取っている。公職選挙法には筆記用具に関する規定はないが、殆どの選挙管理委員会では2Bぐらいの濃さの黒鉛筆を用意している。鉛筆が折れた場合に、停電したケースも備えて手動式の鉛筆削りが投票所に備え付けられている例もある。持参した筆記用具を使うこともできるが、特殊コーティングを施していることからペンを使うとインクが滲んで判別できずに無効票となるリスクがある。
この投票用紙は1986年に知事選で、1989年に国政選挙でそれぞれ使われ始め、2012年の衆院選以降は全47都道府県で使用されるようになった。
この投票用紙は不在者投票制度において折って封筒に入れて、長い間そのままにしておくと一般の紙以上に元に戻りにくくなる特徴があり、そのため選挙管理委員会では封筒のサイズを大きくして投票用紙を折らずに入れることができるようにする対策を取っている。
公職選挙法第68条により投票用紙官給主義が規定されており、各選挙ごとに所定の投票用紙を用いない場合は無効票となる。投票所で国政選挙において選挙区の投票用紙と比例区の投票用紙を有権者に間違えて交付してしまい、有権者が気づかずにそのまま投票されると「無効票」になる可能性が高いと報道された事例もある。
同時に複数の選挙（国政選挙の地方区と比例区を含む）について投票が行われる場合は、文字で印刷された選挙名だけではなく色でも投票用紙を区別できるようにしている。これは選挙用紙の取り違えというミスを防ぐ意味もある。
開票後の投票用紙は以下の期間まで保管することが法で規定されている。
- 公職選挙の投票用紙 - 公職の任期期間中（公職選挙法第71条及び公職選挙法施行令第45条）
- 地方公共団体のリコール - 解散の投票の結果が確定するまでの間（地方自治法第85条及び地方自治法施行令第106条）
- 日本国憲法第95条に基づく住民投票の投票用紙 - 賛否の投票の結果が確定するまでの間（地方自治法第261条及び地方自治法施行令第186条）
- 大都市地域特別区設置法に基づく住民投票の投票用紙 - 特別区の設置についての投票の結果が確定するまでの間（大都市地域特別区設置法第7条及び大都市地域特別区設置法施行令第6条）
- 最高裁判所裁判官国民審査の投票用紙 - 開票後10年間（最高裁判所裁判官国民審査法第24条及び最高裁判所裁判官国民審査法施行令第7条）
- 憲法改正国民投票の投票用紙 - 憲法改正無効訴訟が裁判所に係属しなくなった日又は国民投票の期日から5年を経過した日のうちいずれか遅い日（憲法改正国民投票法第85条、憲法改正国民投票法施行令第57条）